# Leopoldplatz (Berlin)
Der Leopoldplatz, auch kurz Leo genannt, ist ein etwa 4,5 Hektar großer langgestreckter Platz im Ortsteil Wedding des Berliner Bezirks Mitte, der seit 1891 den Namen von Fürst Leopold I. von Anhalt-Dessau (1676–1747) trägt.

## Lage

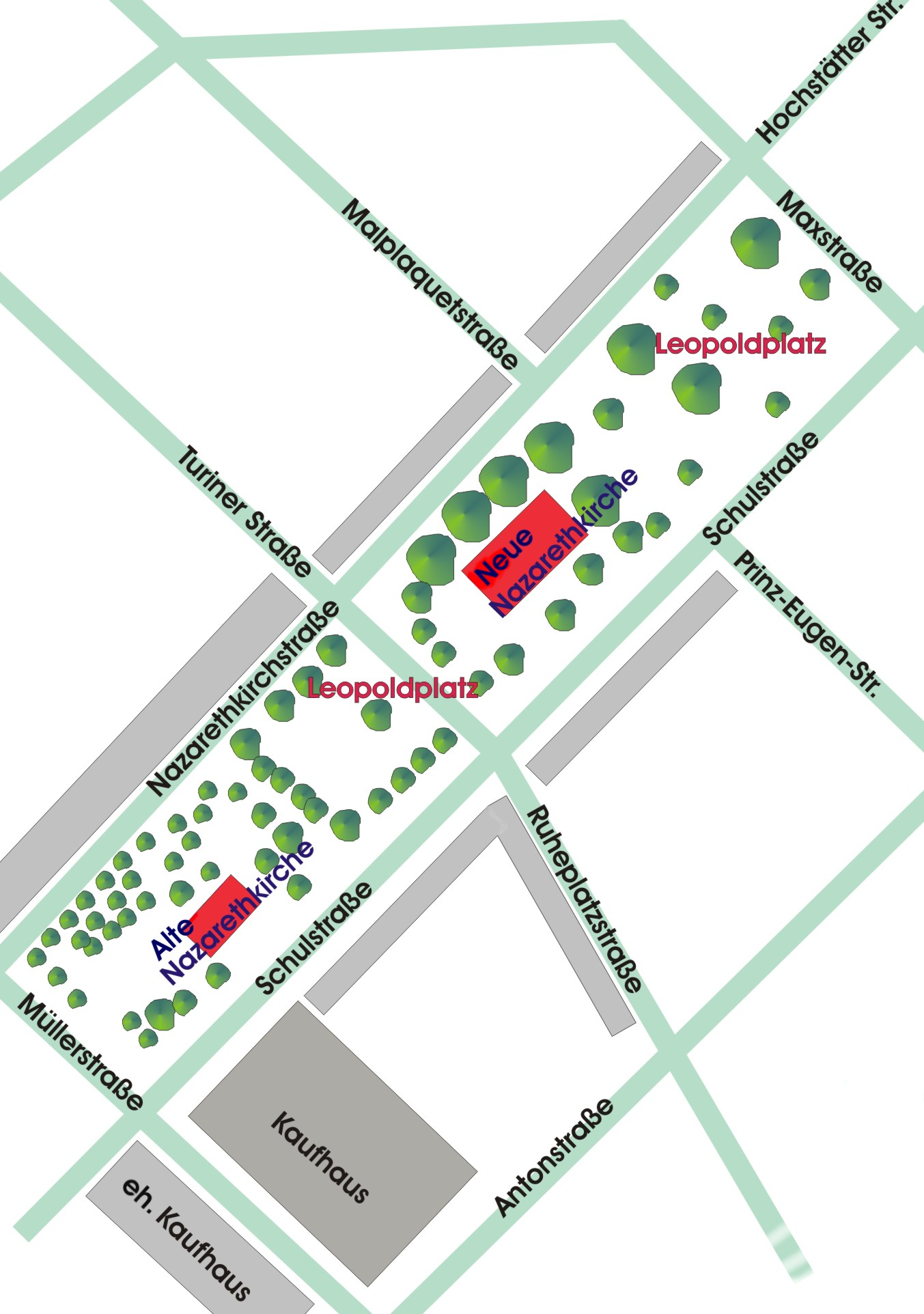
Lage des Leopoldplatzes in Berlin-Wedding mit angrenzenden Straßen, genordet

Der Leopoldplatz wird durch die Müllerstraße, Nazarethkirchstraße, Maxstraße und Schulstraße begrenzt. Dabei ist die Müllerstraße die zentrale Verkehrsachse im Bereich des Platzes. Die Turiner Straße quert den Platz und teilt ihn in einen nordöstlichen und einen südwestlichen Bereich. An ihn münden die Malplaquetstraße, die Prinz-Eugen-Straße, die Ruheplatzstraße, die Hochstätter und die Luxemburger Straße. Der Name des Platzes bezieht sich wie bei den umgebenden Straßen auf den Spanischen Erbfolgekrieg, an dem der junge Kronprinz Friedrich Wilhelm 1706 und 1709 unter Leopold und Eugen teilgenommen hatte. Schräg gegenüber auf der anderen Straßenseite der Müllerstraße liegt der Rathausvorplatz, der städtebaulich als Teil eines öffentlichen Raums mit dem Müllerplatz behandelt wird.

## Geschichte
Der Leopoldplatz entstand um die 1832–1835 gebaute Alte Nazarethkirche. Diese gehörte zu den vier Vorstadtkirchen, die Karl-Friedrich Schinkel am Rande Berlins angelegt hatte, um die sich entwickelnden ländlichen Gebiete außerhalb Berlins zu erschließen. Die Entwicklung vollzog sich dabei in drei Schritten. Erst um die Alte Nazarethkirche zwischen 1882 und 1887, dann um die Neue Nazarethkirche 1894 und schließlich im Zwischenraum zwischen beiden Plätzen 1906–1909.
Auf dem Hobrecht-Plan, dem ersten Bebauungsplan dieses Gebietes, von 1862 war ein Platz mit der Bezeichnung JI, Abt. X/1 eingetragen. Der Platz selbst wurde zu dieser Zeit noch als Kartoffelacker benutzt beziehungsweise war Ödland. Die einzige Bebauung außer der Alten Nazarethkirche war ein wenig gepflegtes Haus, in dem der Balgentreter der Gemeinde wohnte.
Seit 1880 bemühte sich die Nazarethkirchgemeinde, die Flächen um die bereits einige Jahrzehnte zuvor fertiggestellte Alte Nazarethkirche gärtnerisch aufzuwerten. Die Gemeinde bot dazu an, Land, das ihr gehörte, der Stadt Berlin zu überlassen. Der Bezirksverein Wedding, ein Zusammenschluss angesehener Weddinger Bürger, unterstützte das Vorhaben mit dem Verweis auf die wenigen Grünflächen des wachsenden Weddings. Entsprechende Pläne lieferte Hermann Mächtig, der die Gestaltung dieses Platzes in drei Schritten vorsah. Mächtigs Plan sah 1878 m² an Wegen vor, 2631 m² an Pflanzung und 4815 m² an Rasenfläche. Aus Geldmangel geschah zunächst nichts. Erst als verschiedene private Stiftungen Gelder zur Verfügung stellten, begann der Bau.
Ein erster Ausbau erfolgte zwischen 1882 und 1887, wieder finanziert aus Stiftungsgeldern. Bereits in dieser Zeit gab es zahlreiche Klagen über „lichtscheues Gesindel“, das sich auf dem Platz aufhielte. Die Diskussion erreichte einen Höhepunkt, nachdem in den 1880ern ein siebenjähriges Mädchen auf dem Platz ermordet worden war. Nachdem der Platz am 2. April 1891 nach Leopold I., Fürst von Anhalt-Dessau, benannt und die Neue Nazarethkirche eingeweiht worden war, erhielt 1893 auch der zweite Abschnitt des Platzes Grünanlagen. Auch diese folgten den Plänen Mächtigs.
Zwischen 1906 und 1909 erfolgte schließlich die abschließende dritte Etappe der Platzregulierung: Die gestaltete Fläche zwischen den beiden Kirchen schloss den neuen „Schmuckplatz“ ab. In den Pavillonbauten der weltlichen Schule auf dem Leopoldplatz richtete Clara Grunwald 1924 das erste Volkskinderhaus ein.

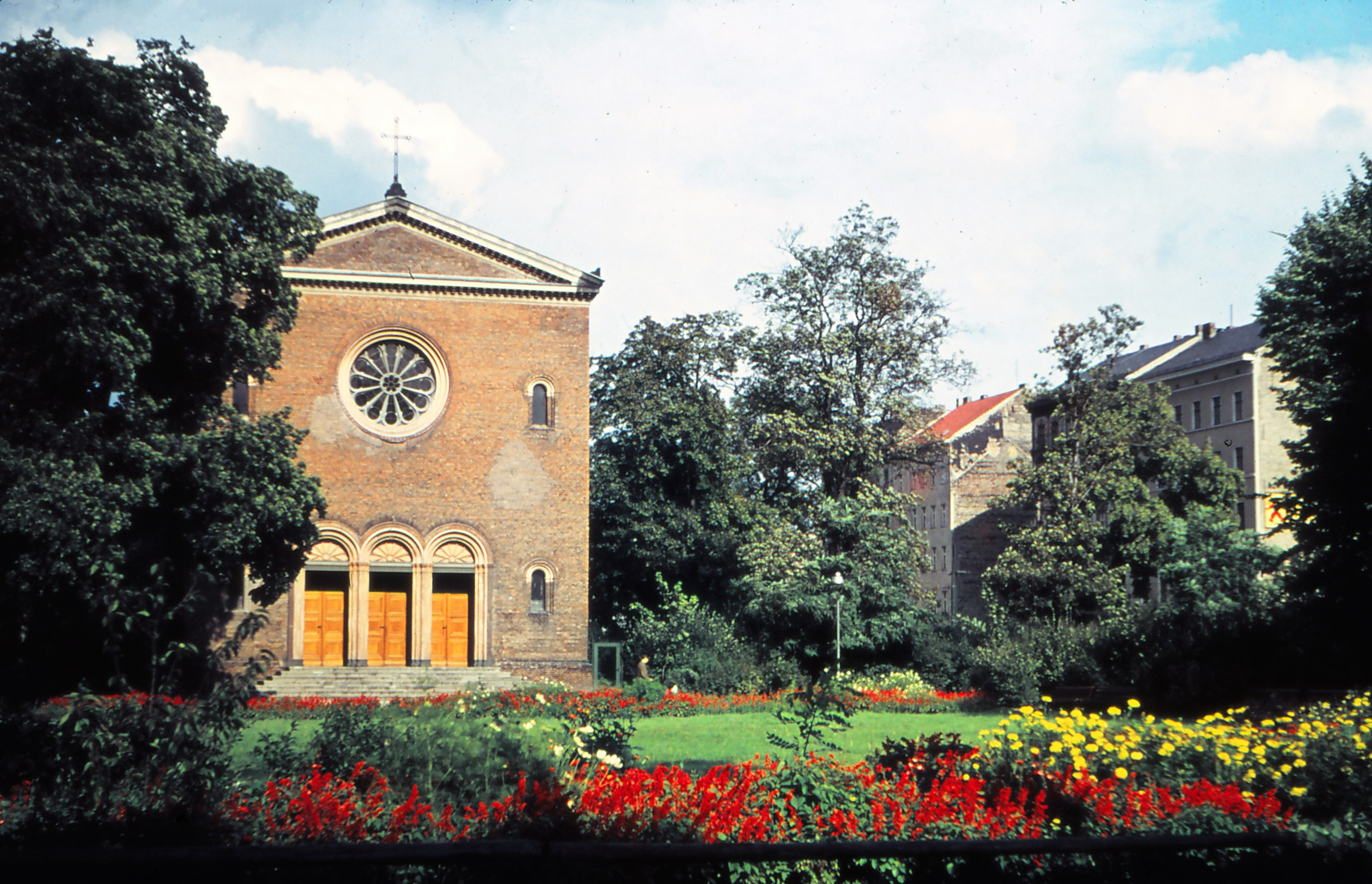
Leopoldplatz mit alter Nazarethkirche ca. 1958

Im Zweiten Weltkrieg wurde der Bereich um die Müllerstraße stark zerstört. Nach der Trümmerbeseitigung gestaltete das Stadtgartenamt den Leopoldplatz mehrmals um, vor allem nach dem Bau des U-Bahnhofs Leopoldplatz. Eine erste Umgestaltung erfolgte 1951 nach Plänen von Günther Rieck, die die einzelnen Teilstücke zusammenlegte und die ganze Platzkonzeptionierung vereinfachte. 1954 fand die Wiedereinweihung der im Krieg stark zerstörten Alten Nazarethkirche statt. 1979/1980 gestaltete das Gartenbauamt Wedding den Bereich hinter der Neuen Nazarethkirche um, unter anderem mit Spielflächen, einem Bolzplatz und einem Sitz- und Ruhebereich.
In den Jahren 1984/1985 erfolgte eine Umgestaltung des Geländes von der Müllerstraße bis zur Neuen Nazarethkirche. Bei der Neugestaltung erhielt der Leopoldplatz im Jahr 1985 als zusätzlichen Schmuck eine Brunnenanlage, direkt vor der Alten Nazarethkirche. Der Entwurf der Brunnenanlage stammte vom Garten- und Landschaftsarchitekten Michael Hennemann. Ein kleines rundes Becken mit einem Durchmesser von 1,70 Meter aus dem aus Hauzenberg bei Passau stammenden hellem feinkörnigen Hauzenberger Granit wurde von einem größeren Becken mit einem Durchmesser von 6,10 Meter mit einem 55 Zentimeter hohen gewölbtem Rand umfasst. In der warmen Jahreszeit stieg aus dem inneren Becken eine hohe Mittelfontäne auf, die von 18 ringförmig angeordneten Sprungstrahlern umgeben war. Deren Wasser floss bogenförmig in das Außenbecken. Entsprechend früherer Brunnengestaltungen wurde die Einfassung der Anlage als Sitzrand ausgebildet. Fünf eingebaute Scheinwerfer beleuchteten in den Abendstunden das Wasserspiel.
In den 2000er Jahren wurden seine Grünflächen erneuert. Im nördlichen Teil des Platzes wurden Sport- und Spielecken gebaut mit einem gepflasterten Labyrinth in der Mitte.
Um die 2000er Jahre sorgte Zustand und Nutzung für zunehmende Kritik. Der Leopoldplatz wurde zum zentralen Fokus einer Neugestaltung der gesamten Müllerstraße. Er war zu einem beliebten Treffpunkt der Trinker- und Drogenszene geworden, sodass die Aufenthaltsqualität für alle anderen Nutzer stark zurückging. 2008 gründete sich die Initiative Partner für die Müllerstraße aus Anwohnern, Gewerbetreibenden und Nazarethgemeinde, die den Platz aufwerten wollte. 2009 entstand eine Unterschriftenliste an Politik, Polizei und Verwaltung, die diese aufforderten die Situation am Platz zu verbessern. Im Oktober 2009 initiierte der Bezirk Mitte einen Runden Tisch, der mit allen Beteiligten eine Lösung für den Platz finden wollte.
Zur Umgestaltung des Platzes erfolgten verschiedene Maßnahmen, die zwischen Verwaltung und Betroffenen entwickelt wurden. Eine Besonderheit war, dass auch die Trinker- und Drogenszene in den Planungsprozess eingebunden wurde, indem Sozialarbeiter zwischen ihnen und dem Runden Tisch vermittelten. Für die Trinkerszene wurde ein Aufenthaltsort im mittleren Teil des Platzes eingerichtet. Im Vorderteil, am ehemaligen Treffpunkt der Trinker entstand das Cafe Leo, ein kleiner Imbiss, der ausschließlich alkoholfreie Gastronomie anbietet. Da es immer wieder Beschwerden gab über Menschen, die sich in der Öffentlichkeit erleichterten, entstand zudem eine öffentliche Toilette im mittleren Teil des Platzes. Der ursprüngliche Springbrunnen wurde durch ein flaches Fontänenfeld ersetzt. Die Einweihung des neu gestalteten Platzes fand am 25. Oktober 2013 statt.

## Bebauung des Platzes und seiner Ränder
Die Randbebauung des Platzes und seiner angrenzenden Quartiere wird geprägt durch Blockrandbebauung aus der Zeit vor 1990. Kleine Supermärkte, Obst- und Gemüsehändler, Bäckerei- und Bankfilialen, Imbisse und kleinere Restaurants prägen das Angebot in diesem Kiez.

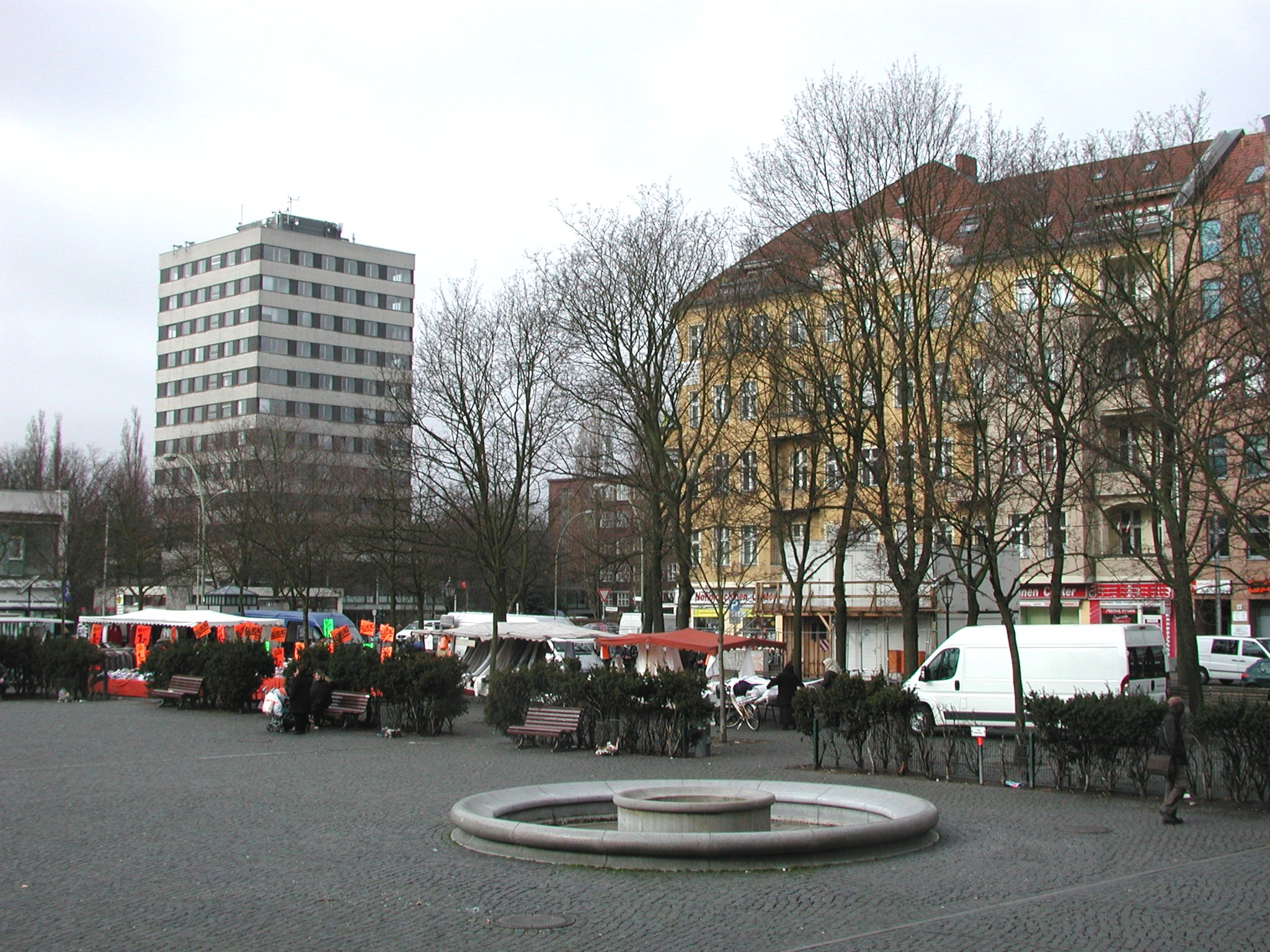
Ehemaliger Brunnen im Winter, dahinter Ökomarkt mit Blick auf das Hochhaus des neuen Rathauses Wedding

### Karstadt
An der südöstlichen Ecke des Leopoldplatzes steht das 1978 eröffnete und Ende 2023 geschlossene Kaufhaus Karstadt. Dabei hatte Karstadt das Gelände bereits in den 1920er Jahren gekauft. Erst in den 1970er Jahren erschien dem Konzern aber Verkehrsanbindung und Struktur der Bevölkerung der Gegend aussichtsreich genug, um wirklich ein Kaufhaus zu bauen.

### Kirchen und Gemeindezentrum

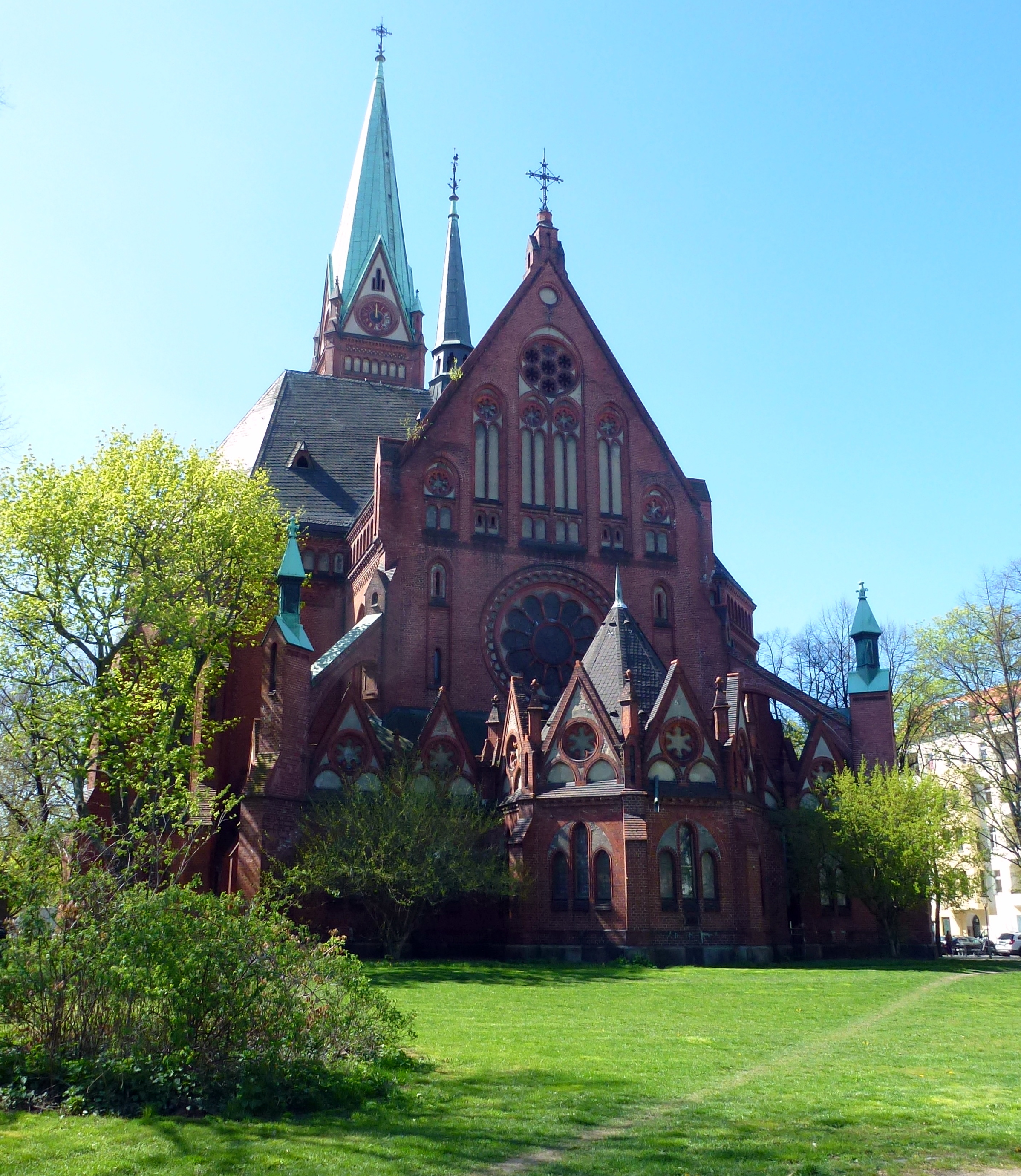
Neue Nazarethkirche im mittleren Bereich des Leopoldplatzes

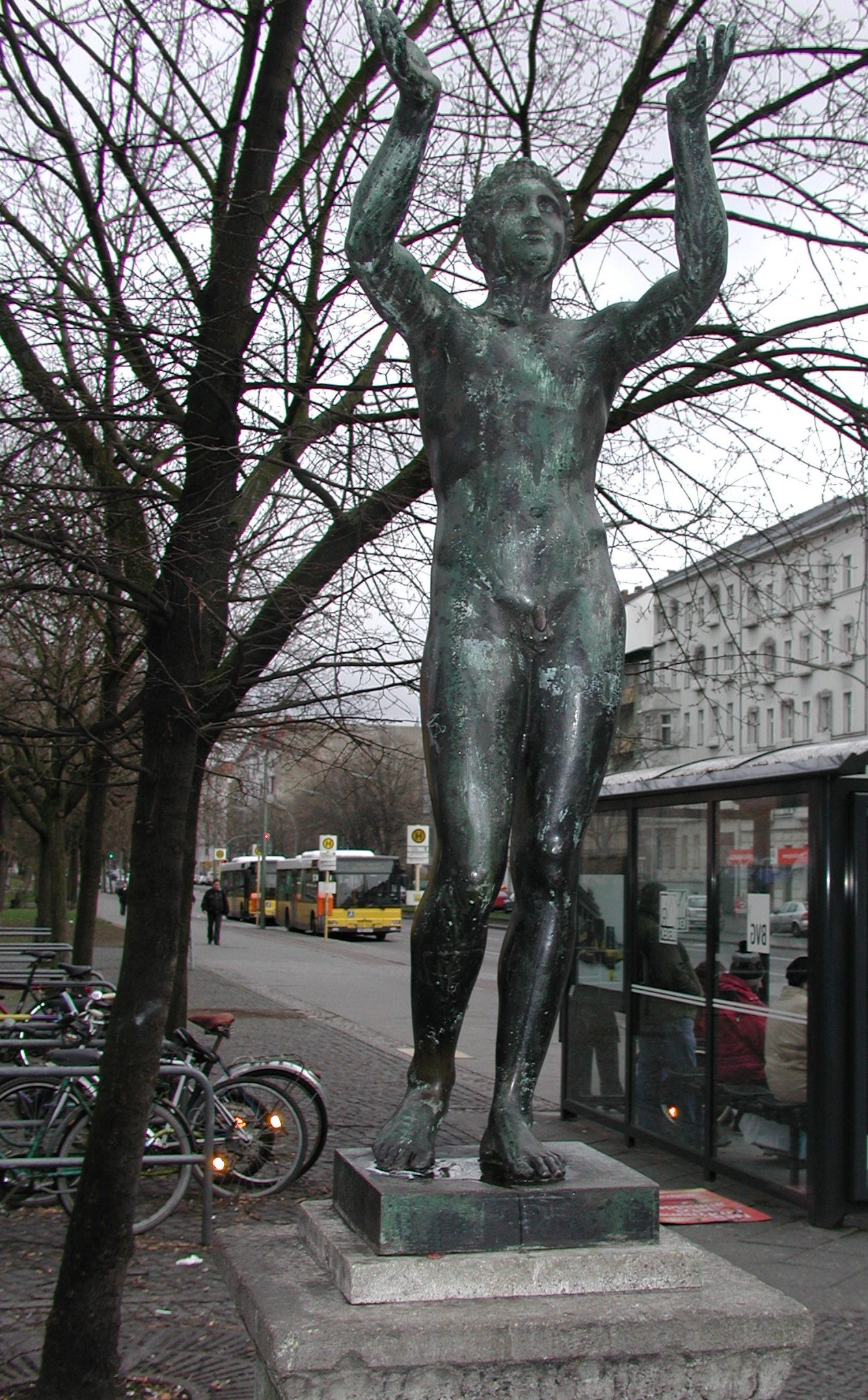
Bronzeplastik auf dem „Leo“

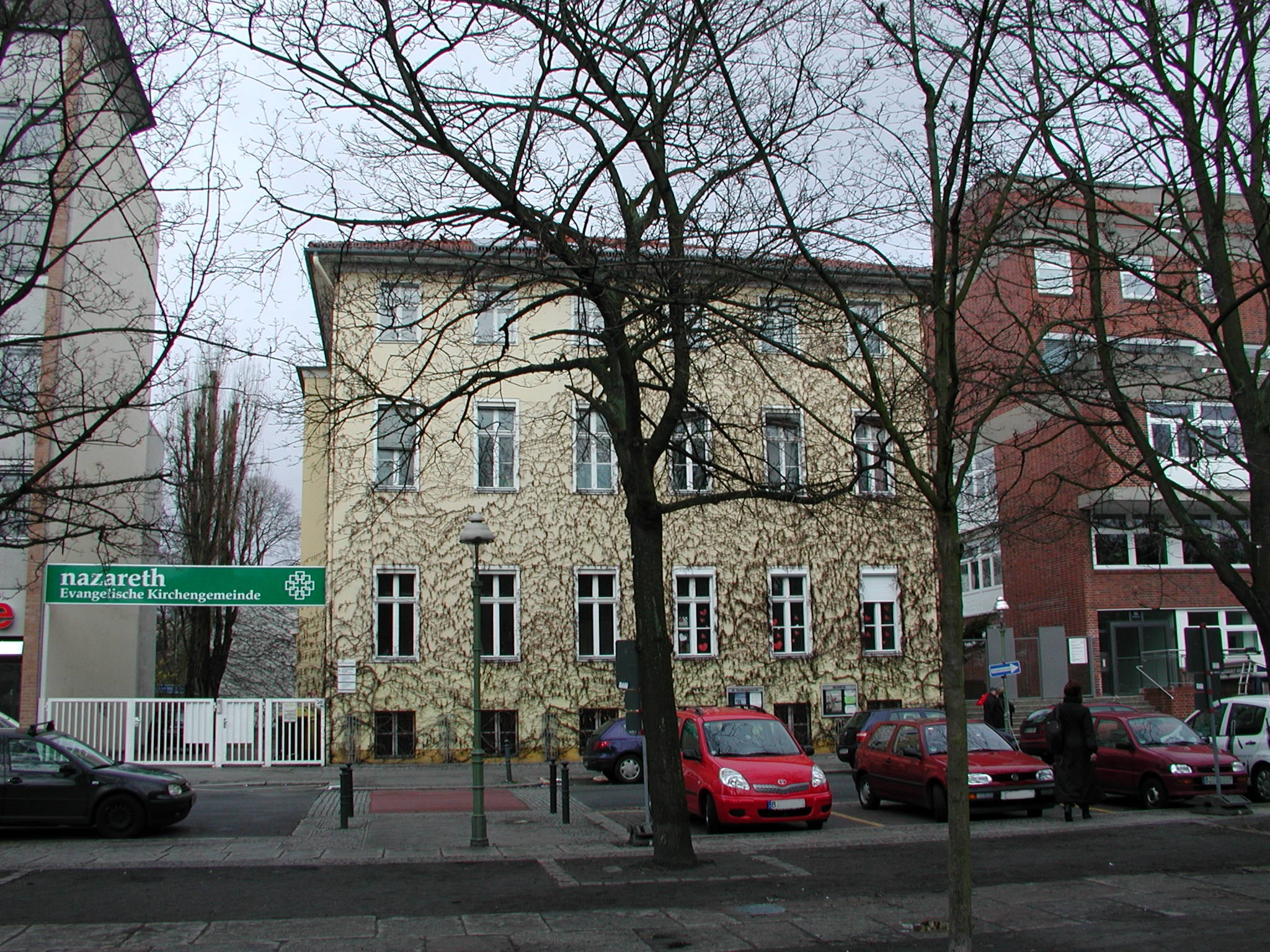
Nazarethkirch-Gemeindehaus in der gleichnamigen Straße

Auf dem Platz befindet sich im südwestlichen Teil die von Karl Friedrich Schinkel entworfene und 1835 eingeweihte Alte Nazarethkirche, eine der vier von ihm entworfenen evangelischen Vorstadtkirchen. Im mittleren Teil steht die nach Plänen von Max Spitta von 1891 bis 1893 errichtete Neue Nazarethkirche.
In der Schulstraße östlich des Platzes befindet sich der Gemeinschaftsgarten Himmelbeet und in der Nazarethkirchstraße westlich des Platzes ein evangelisches Gemeindezentrum.

### Schiller-Bibliothek
Unweit der südwestlichen Platzecke befindet sich das Rathaus Wedding, ein Jobcenter und der im Jahr 2015 neu erbauten Schiller-Bibliothek.

### Gesundheitszentrum Leopoldplatz
Zwischen 2005 und 2007 konnte das Gesundheitszentrum Leopoldplatz – ein Ärztehaus mit 60 Ärzten aus 20 verschiedenen Fachrichtungen – durch den Ausbau eines vorhandenen alten Gebäudes in der Müllerstraße 151 direkt am „Leo“ etabliert werden.

### Bronze-Skulptur
An der Müller- Ecke Schulstraße steht auf einem kleinen Muschelkalk-Sockel die Bronze-Skulptur Adorant (lateinisch: ‚Anbeter‘). Diese Plastik ist ein Nachguss des Originals aus dem Jahr 325 v. Chr. das sich heute – nachdem es einige Jahrzehnte im Park von Sanssouci stand – im Besitz der Museen Berlin (Stiftung Preußischer Kulturbesitz) befindet und im Alten Museum auf der Museumsinsel ausgestellt ist. Der nackte Jüngling ist etwa in Lebensgröße dargestellt; durch seinen vom Platz abgewandten Standort findet die Skulptur wenig Aufmerksamkeit.

## Verkehrssituation

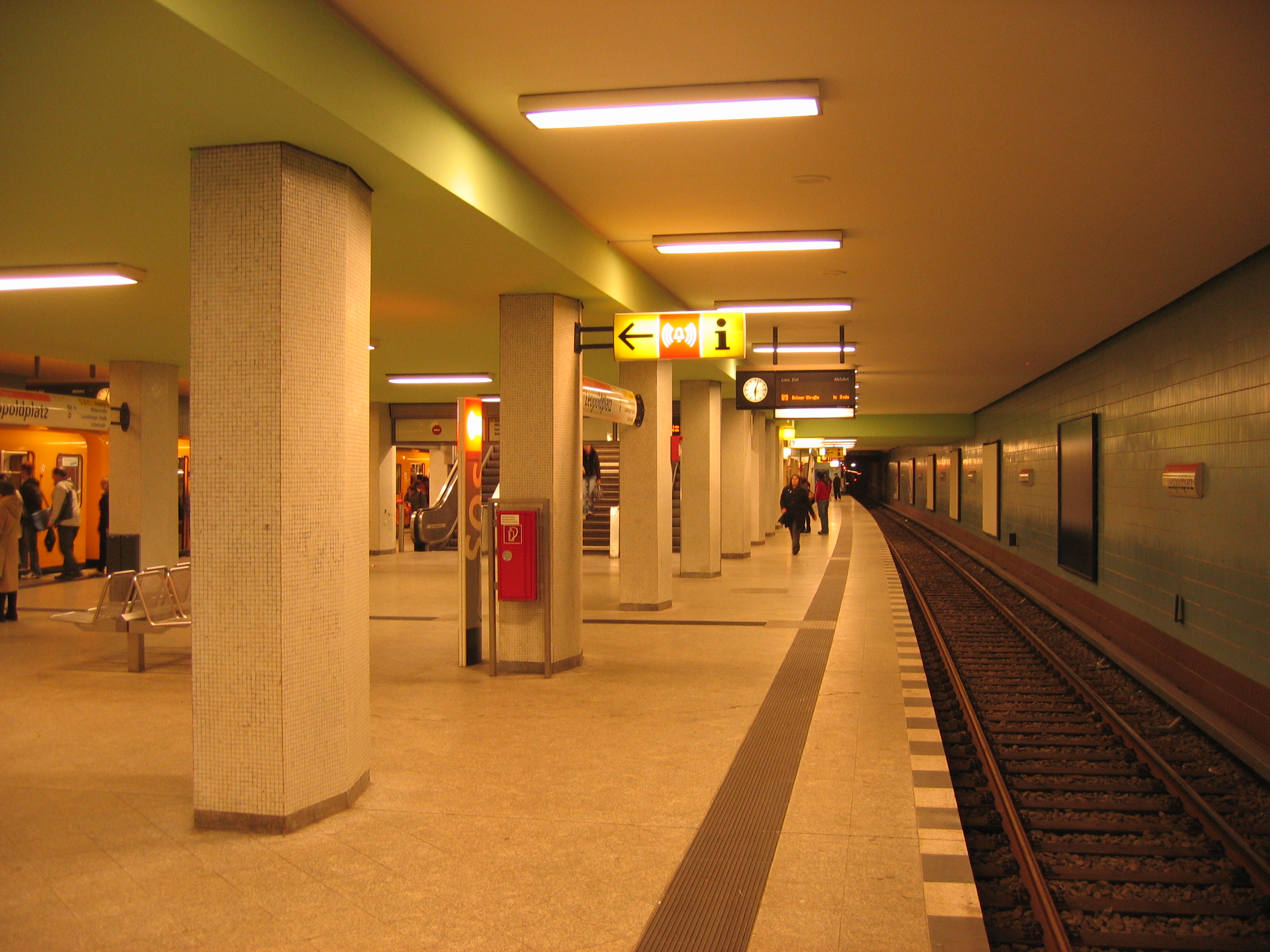
Blick in die U9-Ebene des U-Bahnhofs Leopoldplatz

Am U-Bahnhof Leopoldplatz kreuzen sich die Linien U6 und U9. Im Jahr 2007 wurde der U-Bahnhof Leopoldplatz umfassend modernisiert und die Gleise wurden leiser. 2009 kam ein behindertengerechter Zugang mit Aufzügen hinzu, sodass der Bahnhof seitdem barrierefrei ist.
Mehrere Buslinien tangieren den Platz; es gibt eine günstige Verbindung zum Berliner Hauptbahnhof sowie mehrere Verbindungen in den Bezirk Reinickendorf.

## Nutzung
Im Rahmen der Umgestaltung des Platzes entstand in den Räumen der Nazarethgemeinde der Trinkraum Knorke, um der Szene einen geschützten Aufenthaltsraum zu geben und den Platz auch anderen Nutzergruppen zugänglich zu machen. Die Betreiber des Trinkraums setzten den Betrieb aus, nachdem bei einer Razzia der Polizei größere Mengen Heroin in unmittelbarer Nähe des Raumes gefunden wurden und die Gemeinde den Betrieb daraufhin einstellte.
Im August 2006 organisierte eine private Initiative das erste Weddinger Dorffest (auch als Stadtteilfest Kurort Wedding bezeichnet) auf dem Leopoldplatz.

### Märkte

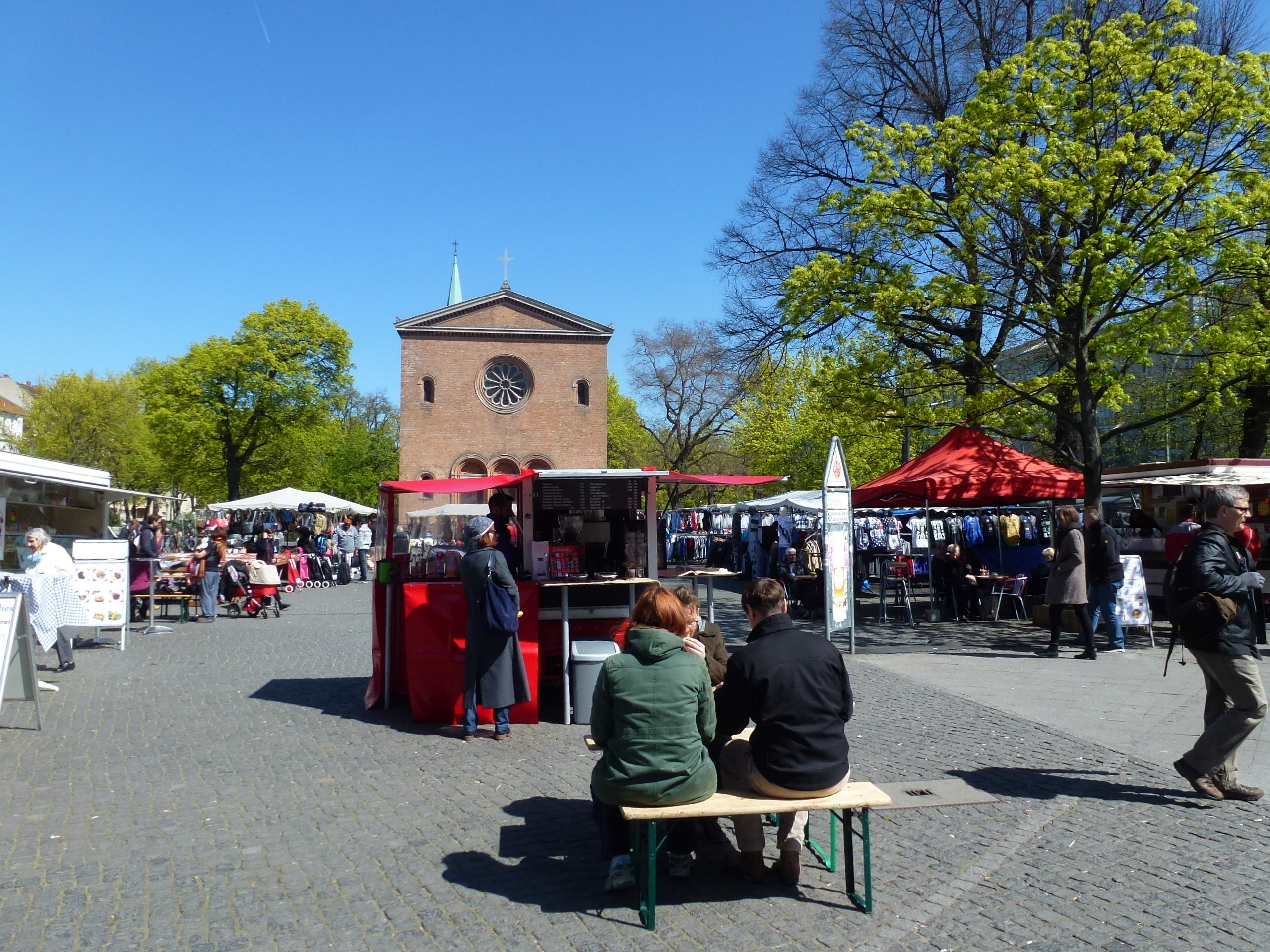
Wöchentlich stattfindender Markt der Kulturen, 2016

Im südlichen Teil des Leopoldplatzes finden regelmäßig Markttage statt. Dazu gehören ein Trödelmarkt am Samstag mit etwa 70 Händlern, ein Markt der Kulturen am Donnerstag mit etwa 30 Händlern und ein Markt mit Bio-Schwerpunkt am Dienstag und Freitag mit etwa 20 Händlern. Veranstalter ist in jedem Fall dasselbe Unternehmen.
Ursprünglich fand hier ein reiner Ökomarkt statt, an dessen Ständen vor allem verschiedene Ökobauern des Berliner Umlandes ihre Waren anboten. Regelmäßig nahmen etwa 10–15 Stände am Markt teil. Der Ökomarkt war der erste Ökomarkt in Berlin. Er entstand im Oktober 1991 auf Initiative der Öko-AG, die sich nach der politischen Wende in der Neuen Nazarethkirche gegründet hatte. Erst sporadisch, später regelmäßig, stattfindend war der Markt so erfolgreich, dass sich die zuerst ehrenamtliche Betreuung selbständig machte und weitere Ökomärkte nach Weddinger Vorbild am Lausitzer Platz in Kreuzberg, in Zehlendorf und Moabit gründete. Der erfolgreiche Ökomarkt am Leopoldplatz inspirierte zudem die Grüne Liga, einen Ökomarkt auf dem Kollwitzplatz im Prenzlauer Berg zu gründen. 2009 allerdings wurde den Gründern des Ökomarktes von der Kirche gekündigt. Seitdem veranstaltet dort ein größerer Marktbetreiber, der auch zahlreiche andere Wochenmärkte in Berlin betreibt, nach eigenen Aussagen einen Markt mit „Qualitätsprodukten mit Schwerpunkt im Bio-Bereich“.

### Iftar
Seit 2012 findet auf dem Leopoldplatz vor der Nazarethkirche einmal jährlich ein öffentliches Fastenbrechen (Iftar) im Ramadan statt. Die Veranstaltung steht unter Schirmherrschaft des Bezirksbürgermeisters und steht Muslimen und am Islam Interessierten offen.